# クリスチャン・デ・ロレンツィ
クリスチャン・デ・ロレンツィ（Christian De Lorenzi、1981年2月18日 - ）は、イタリアの男子バイアスロン選手。ロンバルディア州ソンドリオ県ソンダロ出身。
1995年からバイアスロンを始め1999年からナショナルチーム入りし、国際大会に出場している。バイアスロン・ワールドカップでは2位が2回、総合は2010-2011シーズンの22位が自己最高位。
オリンピックには2006年トリノオリンピックと2010年バンクーバーオリンピックで代表に選ばれている。オリンピックではトリノオリンピック20km個人で7位となったのが最高位。